# Chesús Bernal Bernal
Chesús Bernal Bernal (Valtorres, 8 de gener de 1960 – Saragossa, 22 de març de 2019) va ser un polític aragonès, membre fundador i secretari general de la Chunta Aragonesista.
Va ser diputat a les Corts d'Aragó per Saragossa, sent portaveu del seu Grup Parlamentari i membre de les comissions Institucional, d'Educació i Cultura.
Doctor en Filologia Romànica, va ser professor titular de la Universitat de Saragossa i va publicar diverses obres relacionades amb la llengua aragonesa.